# Episodi di ABC Afterschool Specials (ventesima stagione)
La ventesima stagione della serie televisiva ABC Afterschool Specials è stata trasmessa in anteprima negli Stati Uniti d'America dalla ABC dal 18 settembre 1991 al 16 aprile 1992.
In Italia la serie è inedita.
| nº | Titolo originale                         | Titolo italiano | Prima TV USA      | Prima TV Italia |
| -- | ---------------------------------------- | --------------- | ----------------- | --------------- |
| 1  | In the Shadow of Love: A Teen AIDS Story |                 | 18 settembre 1991 |                 |
| 2  | Summer Stories: The Mall – Part 1        |                 | 19 marzo 1992     |                 |
| 3  | Summer Stories: The Mall – Part 2        |                 | 2 aprile 1992     |                 |
| 4  | Summer Stories: The Mall – Part 3        |                 | 16 aprile 1992    |                 |